# 186 (nombre)
« Cent quatre-vingt-six » redirige ici. Pour l'année, voir 186.
186 (cent quatre-vingt-six ou cent octante-six) est l'entier naturel qui suit 185 et qui précède 187.

## En mathématiques
Cent quatre-vingt-six est :
- Un nombre sphénique.
- Un nombre nontotient.
- Un nombre noncototient.

## Dans d'autres domaines
Cent quatre-vingt-six est aussi :
- Années historiques : -186, 186